# A Dog's Life
A Dog's Life (1918) is een stomme film geschreven, geproduceerd en geregisseerd door Charlie Chaplin. Dit was Chaplins eerste film voor First National Pictures.
Chaplin speelt tegenover een dier als 'co-star': de hond Scraps was de held in deze film. Ze helpt Charlie en Edna immers tot een beter leven. Edna Purviance heeft de rol van een zangeres in een danssalon, Chaplin speelt zijn memorabele rol van de zwerver The Tramp. Sydney Chaplin (Chaplins halfbroer) had een kleine rol in deze film: het was de eerste keer dat de twee broers samen op het scherm te zien waren.
Andere films waarin honden te zien waren met Chaplin, waren The Champion (1915), The Gold Rush (1925), City Lights (1931) en Modern Times (1936).

## In populaire cultuur
In de stripreeks De Kiekeboes door Merho wordt in het album Kies Kiekeboe (1980) per ongeluk in strook 34 A Dog's Life op televisie vertoond. Konstantinopel en zijn hond gaan vervolgens op dezelfde wijze voor de televisie zitten als Chaplin en zijn hond (strook 35).

## Rolverdeling
| Acteur          | Personage                |
| --------------- | ------------------------ |
| Charlie Chaplin | The Tramp                |
| Edna Purviance  | Barzangeres              |
| Sydney Chaplin  | Eigenaar eetkraampje     |
| Henry Bergman   | Dikke werkloze man       |
| Charles Reisner | Klerk in arbeidersbureau |
| Albert Austin   | Klerk in arbeidersbureau |
| Tom Wilson      | Agent                    |
| M.J. McCarthy   | Werkloze man             |
| Mel Brown       | Werkloze man             |
| Charles Force   | Werkloze man             |
| Bert Appling    | Werkloze man             |
| Thomas Riley    | Werkloze man             |
| Slim Cole       | Werkloze man             |
| Ted Edwards     | Werkloze man             |
| Louis Fitzroy   | Werkloze man             |